# Jesko
Jesko ist ein männlicher Vorname sowie ein sehr selten gebräuchlicher Familienname.
Er kommt in den weitläufigen Familien der Puttkamer und Dohna als Leitname vor.

## Herkunft und Bedeutung
Jesko stammt aus dem Slawischen, der Name ist die Kurzform von Jaromir oder Jaroslav. Er bedeutet „mutig, stolz, der im Kampf erprobte“. Eine Variante ist Jesco.
Ein Zusammenhang mit polnischen Herrschernamen (siehe Mieszko I.) lässt sich nicht ausschließen.

## Namensträger
- Jesko zu Dohna (* 1961), deutscher Historiker und Archivar
- Jesko Friedrich (* 1974), deutscher Schauspieler, Redakteur und Autor
- Jesco von Puttkamer (Politiker) (1841–1918), deutscher Verwaltungsjurist und Politiker, MdR
- Jesco von Puttkamer (Schriftsteller) (1858–1916), deutscher Publizist und Reiseschriftsteller
- Jesco von Puttkamer (General) (1876–1959), deutscher Generalleutnant
- Jesco von Puttkamer (Journalist, 1903) (1903–1969), deutscher Journalist und Propagandist
- Jesco von Puttkamer (Diplomat) (1919–1987), deutscher Journalist, Publizist und Diplomat
- Jesco von Puttkamer (Raumfahrtingenieur) (1933–2012), deutschamerikanischer Raumfahrtingenieur, Manager und Autor
- Jesko von Puttkamer (1855–1917), deutscher Kolonialbeamter
- Jesco Wirthgen (* 1977), deutscher Schauspieler und Sprecher

### Kunstfigur
In der Serie Bad Cop – kriminell gut ist Jesko der Name des Zwillingsbruders, dessen Identität die Hauptfigur annimmt.